# Vorstendom Pindos
Het vorstendom Pindos  (ook Pindo of Pindos, Aroemeens: Printsipat di la Pind, Grieks: Πριγκιπάτο της Πίνδου) was een autonome staat opgezet onder fascistische Italiaanse controle in noord-west Griekenland tijdens de Tweede Wereldoorlog. Het gebied Pindos omvatte ook zuidelijke delen van Albanië en Macedonië. Het staatje werd afgekondigd tijdens de Italiaanse bezetting van noordelijk Griekenland in de zomer van 1941. Het moest dienen als vaderland voor de etnische Aroemenen.
De eerste prins was de Aroemeense leider van een separatistische organisatie die als het Roemeense Legioen bekendstaat: Alkiviadis Diamandi. Hij verliet de staat in 1942, en zocht zijn toevlucht in Roemenië; zijn opvolger voor een zeer korte tijd was Nicola Matushi.

## Heersers
- 1941-1942: Alkiviadis Diamandi
- 1942-1943: Nicholas Matoussi